# حمد بن عبد الله آل ثاني
الشيخ حمد بن عبد الله بن جاسم بن محمد بن ثاني (1896  - 17 مايو 1948 )، ولي العهد في قطر من عام 1935 حتى وفاته، وهو النجل الثاني لحاكم قطر الشيخ عبد الله بن جاسم آل ثاني. هذا، ويعتبر الشيخ حمد بن عبد الله آل ثاني تاريخيا أول من أسهم في تأسيس صناعة النفط في بلاده؛ حيث كان بمثابة وزيرٍ للصناعة المذكورة، كما أسهم في تأسيس شركة تنمية البترول المحدودة - قطر، التي قامت بجميع الأعمال النفطية لاحقا، وفي سنة 1936م أسهم في تأسيس ميناء زكريت الغربي القطري القريب من حقول النفط المكتشفة، والمخصص للملاحة الإقليمية اللوجستية البترولية، ومطار و مدينة دخان التي تم بناؤها للغرض نفسه، كما أسهم في تأسيس مدينة وميناء مسيعيد الصناعية النفطية، والتي تقع جنوب البلاد.

## أبناؤه
- الشيخ جاسم (وزير المعارف الأسبق)
- الشيخ عبد العزيز
- الشيخ محمد (وزير التربية والتعليم الأسبق)
- الشيخ خليفة (أمير قطر من عام 1972 إلى 1995)
- الشيخ ناصر
- الشيخ عبد الرحمن
- الشيخ سحيم (وزير الخارجية الأسبق)
- الشيخ خالد (وزير الداخلية الأسبق)
- الشيخة حصة
- الشيخة روضة
- الشيخة لولوة
- الشيخة عائشة
- الشيخة مريم
- الشيخة شيخة
- الشيخة فاطمة

## وصلات خارجية
شجرة عائلة آل ثاني.
| سبقه لا يوجد | ولي عهد قطر | تبعه خليفة بن حمد آل ثاني |